# Susanna Ceccardi
Susanna Ceccardi, née le 19 mars 1987 à Pise,, est une femme politique italienne. Membre de la Ligue, elle est élue maire de Cascina en juin 2016 à l'âge de 29 ans. En mai 2019, elle est élue au Parlement européen.

## Biographie

### Famille et enfance
La branche paternelle de sa famille est originaire du hameau de Vaglie, dans la commune de Ligonchio. Par son grand-père paternel, elle est une cousine éloignée de la chanteuse Iva Zanicchi,,.
Diplômée du lycée classique, elle s'inscrit ensuite à la faculté de droit de l'université de Pise, où elle commence à s'investir politiquement comme représentante des étudiants.

### Carrière politique
Elle est élue au conseil municipal de Cascina en 2011 et participe en tant qu'invitée régulière à l'émission Announo, sur la chaîne nationale LA7.
En 2016, lors des élections municipales de Cascina, elle obtient 28,4 % des voix au premier tour et 50,3 % au second tour,. Elle devient alors la première personnalité de la Ligue élue maire en Toscane.
En septembre 2020, elle est candidate à la présidence de la Toscane lors des élections régionales, à la tête d'une coalition de centre droit. Elle obtient 40,4 % des voix et est battue par Eugenio Giani, candidat du centre gauche, qui l'emporte avec 48,7 % des voix.